# Siddikur Rahman
Mohammad Siddikur Rahman (bengalisch মোহাম্মদ সিদ্দিকুর রহমান; geb. 20. November 1984 in Dhaka) ist ein bangladeschischer Golfer. Er tritt bei der Asian Tour an und hat an den Olympischen Spielen 2016 in Rio de Janeiro teilgenommen.

## Sport
Als Amateur gewann Rahman zwölf Turniere in Asien, darunter fünf in Bangladesch, zwei in Pakistan, Sri Lanka und Nepal sowie eines in Indien. 2005 wurde er Profi und nahm 2006 an der Professional Golf Tour of India teil. Seinen ersten Toursieg feierte er 2008 bei der PGTI Players Championship im Poona Golf Club und zwei Monate später bei der HUDA-GTPL–Unitech Haryana Open. Sein drittes Turnier gewann Rahman 2009 bei der Global Green Bangalore Open und sein viertes 2010 bei der American Express Bangladesh Open.
Rahman nahm 2009 an der Asian Tour teil, nachdem er bei der Qualifikation unter den besten 40 gelandet war. In der Order of Merit der Saison 2009 belegte er den 84. Platz. Bei den Brunei Open im August 2010 war Rahman der erste Golfer aus Bangladesch, der ein Turnier der Asian Tour gewann. Rahman spielte in einem Playoff gegen den Südafrikaner Jbe' Kruger und besiegte ihn am ersten Extraloch. Kruger verpasste einen 3-Meter-Par-Putt, wodurch das Playoff verlängert wurde.
Am 10. Juli 2016 qualifizierte sich Rahman als erster Bangladescher überhaupt für die Olympischen Spiele, nachdem er auf der endgültigen Teilnehmerliste für die Spiele 2016 in Rio den 56. Platz belegt hatte; alle vorherigen Olympiateilnehmer aus Bangladesch waren Wildcard-Kandidaten gewesen. Er kam auf Rang 58. Er diente auch als Fahnenträger bei der Eröffnungszeremonie.
2013 wurde er von der Bangladesh Sports Journalists Association als Sports Person of the Year ausgezeichnet.

## Mannschafts-Teilnahme
- World Cup (für Bangladesch): 2013
- EurAsia Cup (für Asien): 2014